# Paloma (album)
Pour les articles homonymes, voir Paloma.
Albums de Daniel Bélanger
Chic de ville
(2013) Travelling
(2020)
Paloma est le onzième album (huitième album studio) de l'auteur-compositeur-interprète québécois Daniel Bélanger, paru le 25 novembre 2016,.  Cet album a été écrit, composé, interprété, réalisé et produit par Daniel Bélanger.  Après l'album Chic de ville, le Montréalais délaisse le country et le rockabilly pour faire un retour à un son folk-rock avec de l'électro par moments.  
Au Gala de l'ADISQ 2017, l'album remporte les prix Album de l'année (Pop) ainsi que Spectacle de l'année.  De plus, l'album est nommé dans plusieurs catégories dont Auteur ou compositeur de l'année, Album de l'année - Choix de la critique et Album de l'année - Meilleur vendeur.

## Titres
| 1.    | Ère de glace                      | 4:12 |
| 2.    | Il y a tant à faire               | 3:35 |
| 3.    | Tout viendra s'effacer            | 4:14 |
| 4.    | Le fil                            | 3:42 |
| 5.    | Perdre                            | 3:56 |
| 6.    | Métamorphose                      | 3:04 |
| 7.    | Un deux trois j'aurai tout oublié | 3:38 |
| 8.    | Prédications                      | 2:14 |
| 9.    | Paloma                            | 3:03 |
| 10.   | Un                                | 4:05 |
| 35:43 |                                   |      |

## Instruments de musique
- Daniel Bélanger: Chœurs, guitares acoustiques, guitares électriques et guitare basse, batterie, Udu, banjo, harmonium et claviers
- Marc Chartrain: Batterie sur les chansons 1-2-3
- Maxime Lalanne: Batterie sur la chanson 6
- Jean-François Lemieux: Basse sur les chansons 1-2-3-6